# Den spanske ejendomsmarkedskorrektion 2006
Den spanske ejendomsmarkedskorrektion 2006 refererer til den korrektion på det spanske ejendomsmarked, som indtraf i 2006. Ejendomspriserne i Spanien steg 247% fra 1997 til 2005, og den totale ejendomslåneskyld i landet beløber sig til 651.168.000.000 €, og 97% af lånene er med variabel rente. I 2004 blev der bygget 509.293 nye ejendomme, og i 2005 528.754. Landet har 16,5 millioner familier, 22-24 million huse og i øjeblikket 3-4 million tomme huse. Af alle de huse som blev bygget mellem 2001-07 var ikke mindre end 28% tomme i slutningen af 2008. 
Som frygtet blev Spanien værst ramt da den spekulative boble brast. Ifølge Eurostat er Spanien det land som har oplevet det største fald i nybyggeriet mellem juni 2007 og juni 2008. Det gennemsnitlige salg faldt i samme periode med 25.3% . Nogle regioner er hårdere ramt end andre; Catalonien oplevede et fald på 42.2% i salget af nye boliger, medens tyndt befolkede områder som Extremadura havde et fald på 1.7% i samme periode.

## Europas højeste arbejdsløshed
Spaniens største industri er byggeindustrien. På bare et år er der kommet 1,2 millioner nye arbejdsløse i Spanien, heraf 600.000 i byggeindustrien, så det samlede antal i dag ligger på omkring 3,6 millioner. Det svarer til en arbejdsløshed på 18,7 procent – den højeste i EU – ifølge EU's statistiske kontor, Eurostat.